# Han-devant-Pierrepont
 Han-devant-Pierrepont  là một xã của tỉnh Meurthe-et-Moselle, thuộc vùng Grand Est, đông bắc nước Pháp. Xã này nằm ở khu vực có độ cao trung bình 234 mét trên mực nước biển.